# Francisco António de Almeida

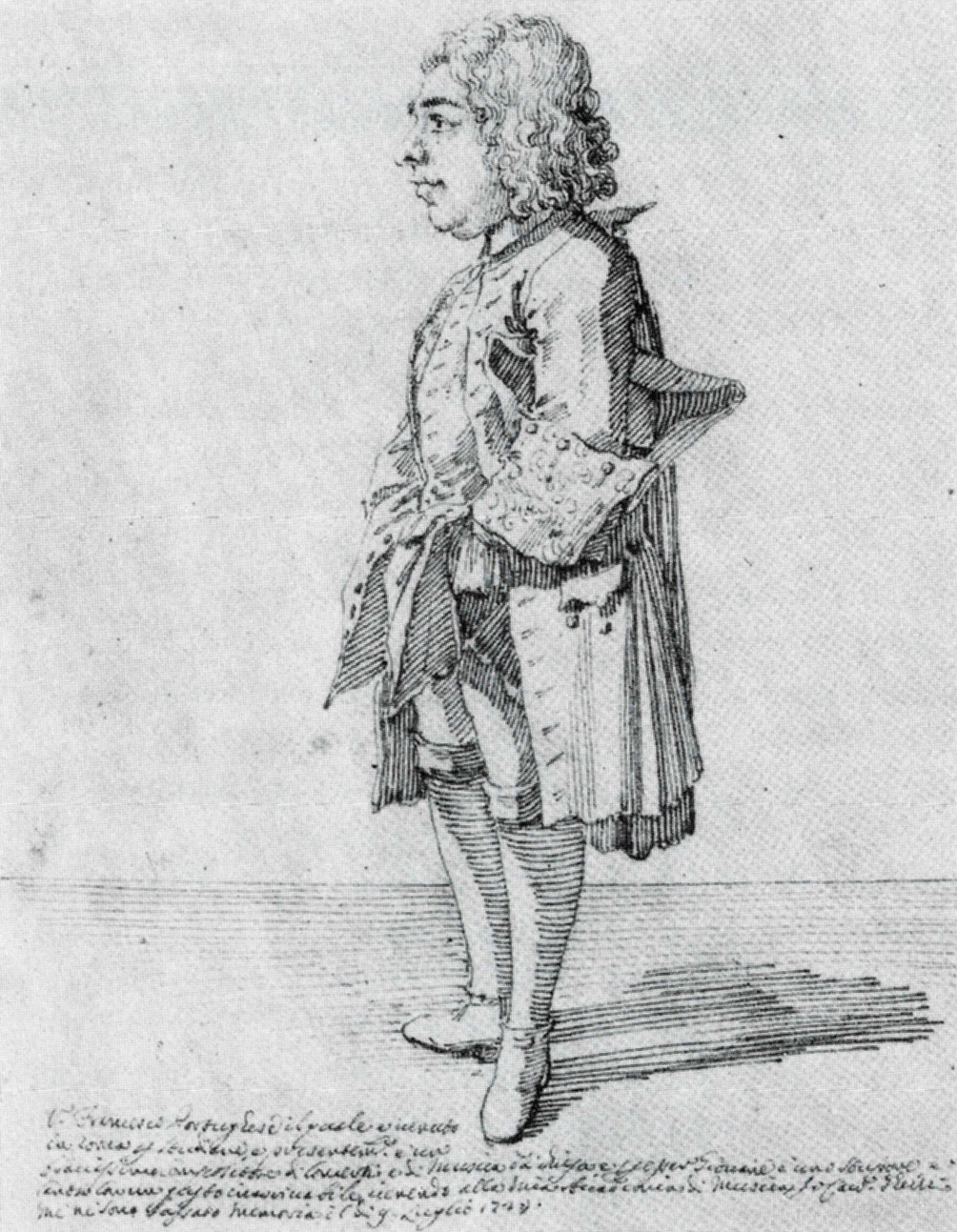
Karikatur Francisco António de Almeidas von Pier Leone Ghezzi

Francisco António de Almeida (* 1702 in Portugal; † vermutlich 1. November 1755) war ein portugiesischer Komponist.

## Leben
Über Almeidas Lebensdaten ist wenig bekannt, es ist zu vermuten, dass er das schwere Erdbeben von Lissabon mit anschließendem Großbrand, welches Lissabon am 1. November 1755 heimsuchte, nicht überlebte.
Durch seine adelige Herkunft stand er bereits in jungen Jahren dem portugiesischen Königshof so nahe, dass er durch Johann V. ein königliches Stipendium erhielt. Dieses erlaubte ihm sich 1720–1726 zu Studienzwecken in Italien aufzuhalten. 1722 veröffentlichte er in Rom zwei Oratorien, darunter Il pentimento di Davidde. Im Vorwort zu diesem Werk vermerkt Almeida, wie dankbar er ist, das Komponieren in so kurzer Zeit erlernt zu haben.
Der bekannte römische Karikaturist Pier Leone Ghezzi fertigte eine auf den 9. Juli 1724 datierte Zeichnung Almeidas an, auf der er „den exzellenten Komponisten von Concertos und Kirchenmusik hervorhob und seinen nicht zu übertreffenden Gesang lobte“. Kurz vor seiner Rückkehr 1726, kam sein zweites Oratorium La Giuditta in Italien zur Aufführung.
Nach seiner Heimkehr nach Lissabon war er Organist der Hofkapelle, wo er zwei Jahre neben Domenico Scarlatti arbeiten konnte, der ab 1720 Klavierlehrer der portugiesischen Infantin Maria-Barbara war. In der Folgezeit erhielt er Aufträge zur Komposition von Opern und Serenaden anlässlich der Karnevalsfeiern, La pazienza di Socrate (1733) und La finta pazza (1735) wurden im königlichen Palast von Ribeira uraufgeführt. Die Karnevalsoper La Spinalba ovvero il vecchio matto ist Almeidas einziges Werk, welches vollständig überliefert ist. Seine Sakral- wie Profanmusik ist stark durch den Stil der neapolitanischen Opera buffa geprägt, mit einer Ähnlichkeit in der Instrumentierung zu den Werken Alessandro Scarlattis.

## Werke
- La finta pazza, Dramma per musica in drei Akten – Uraufführung im Ribeira Palast[1] in Lissabon, zu Karneval 1735
- Gl’incanti D’Alcina, Serenata in zwei Akten – Ribeira Palast in Lissabon, am 27. Dezember 1730
- L’Ippolito, serenata en une partie – Libretto von Antonio Tedeschi – Uraufführung im Ribeira Palast in Lissabon, am 4. Dezember 1752
- La Pazienza de Socrate, Dramma comico in drei Akten – Libretto von Nicolo Minato, Uraufführung im Ribeira Palast in Lissabon zu Karneval 1733
- La Spinalba ossia il vecchio matto
- Il trionfo della virtù, Componimento poetico in einem Akt – Libretto von Luca Giovine – Uraufführung im Palast des Kardinals Mota, am 22. April 1728 in Lissabon
- Il trionfo d’amore, scherzo pastorale – Uraufführung im Ribeira Palast in Lissabon, im Dezember 1729
- Le virtù trionfante, serenata en une partie – Libretto von Antonio Tedeschi – Uraufführung im Patriarchenpalast Lissabon, 1738

- Kantate A quel leggiadro volto, für Sopran, 2 Violinen und Generalbass
- Weitere Sakralkompositionen: Veni Sancte Spiritus, Benedictus, Miserere, Beati Omnes, O quam suavis est Domine